# Menreiki
Menreiki (面霊気 (Diện linh khí)) là một loài yōkai trong văn hóa dân gian Nhật Bản, có ngoại hình là các mặt nạ Gigaku. Nó được liệt kê trong tác phẩm Gazu Hyakki Tsurezure Bukuro năm 1781 về các thực thể siêu nhiên trong văn hóa Nhật Bản.

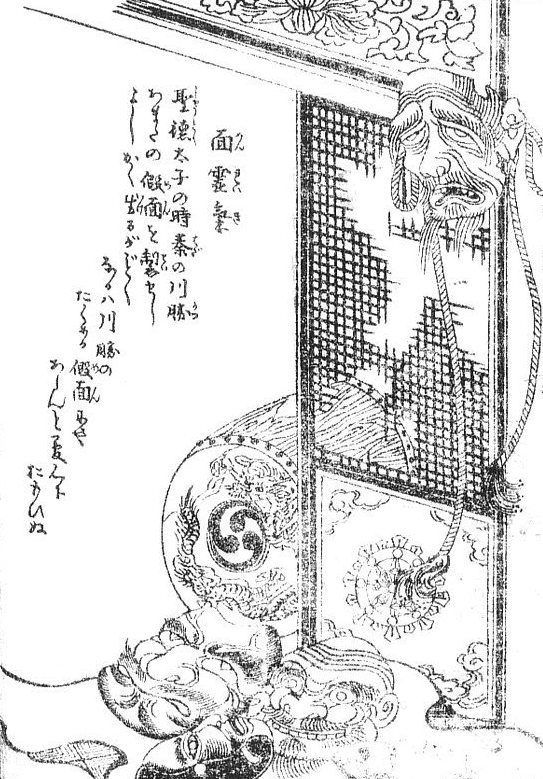
Menreiki được mô tả trong Gazu Hyakki Tsurezure Bukuro.

Truyền thuyết dân gian nói rằng, vào thời Thái tử Shotoku, thái tử đã tạo ra nhiều mặt nạ Gigaku khác nhau cho Hata no Kawakatsu sử dụng, và Menreiki được tạo ra dựa trên hình tượng các mặt nạ đó.